# Lycée pilote innovant international
 (mai 2025).
 (mai 2025).
Il peut être nécessaire de l'améliorer pour respecter le principe de neutralité de point de vue. Veuillez consulter la page de discussion pour plus de détails.

Le lycée pilote innovant international (LP2I), anciennement lycée pilote innovant (LPI), est un lycée public ouvert en septembre 1987 sur le Téléport 5 de la technopole du Futuroscope à Jaunay-Marigny, près de Poitiers. Il se distingue par son projet pédagogique innovant, son usage du numérique et son ouverture internationale.

## Histoire

### Création et contexte
Le Lycée Pilote Innovant International est né en 1987 dans le cadre du développement du parc du Futuroscope, initié par la Région Poitou-Charentes et le Conseil Général de la Vienne. Comme le rapporte Educavox, "le Lycée pilote Innovant international de Poitiers est construit sur le même plateau que le Futuroscope et le jouxte. Il s'appelle aussi lycée du Futuroscope et il a ouvert ses portes en septembre 1987".
L'objectif initial était de créer un pôle éducatif capable de former une main d'œuvre qualifiée pour les entreprises de technologies de pointe implantées sur le site. Le lycée s'inscrivait dans un ensemble comprenant également une antenne de la Faculté des Sciences et l'École nationale supérieure de mécanique et d'aérotechnique (ENSMA).

### Évolution
Initialement nommé Lycée Pilote Innovant (LPI), l'établissement a évolué pour devenir le Lycée Pilote Innovant International (LP2I), marquant ainsi son ouverture croissante à l'international et l'élargissement de son projet pédagogique. Selon la FESPI (Fédération des Établissements Scolaires Publics Innovants), le lycée a célébré ses 25 ans en 2013, soulignant "25 ans d'innovations pédagogiques ; du cahier de suivi au webfolio".

## Architecture
Le bâtiment du LP2I se distingue par sa forme de delta et son toit coulissant, conçu par l'agence Architecture-studio et François-Xavier Désert. Cette architecture unique s'inscrit dans la lignée futuriste du parc du Futuroscope et offre un cadre d'apprentissage original aux élèves.

## Structure et organisation
Le lycée accueille environ 630 élèves dont 160 internes et 90 étudiants, selon les données officielles de l'Onisep. Il propose des filières générales et technologiques, ainsi que deux BTS : IRIS (Informatique et Réseaux pour l'Industrie et les Services techniques) et CIRA (Contrôle Industriel et Régulation Automatique).

## Projet pédagogique
Le projet d'établissement du LP2I est organisé autour de plusieurs axes principaux qui visent à favoriser la réussite des élèves par un suivi individualisé, développer les approches pédagogiques orientées sur les compétences et sur la démarche de projet, et favoriser l'ouverture internationale.
Comme l'analyse Bergeron dans sa thèse, "le projet pédagogique du LP2I s'inscrit dans une volonté de rupture avec le modèle traditionnel d'enseignement, en plaçant l'élève au centre du dispositif et en favorisant son autonomie".

## Spécificités pédagogiques innovantes

### Les BAS (Besoins, Autonomie, Suivi)
Les BAS sont un dispositif pédagogique unique analysé dans plusieurs publications académiques. Selon Educavox, "Les BAS, Besoins, Approfondissement, Suivi : correspondent à un accompagnement personnalisé qui concerne toutes les disciplines et souvent les dépassent par une approche interdisciplinaire qui ne peut se réduire aux traditionnels programmes".
Bergeron précise dans sa thèse que ce dispositif représente environ 13% du temps d'enseignement et qu'il s'agit de demi-journées banalisées consacrées à l'approfondissement, au soutien et à la remédiation, ainsi qu'au suivi des élèves.

### Les ACF (Activités Complémentaires de Formation)
Les ACF sont des projets menés en équipe sur une année scolaire. Comme le rapporte Educavox, "Les ACF, Activités Complémentaires de Formation : ce sont des projets menés en équipe (12 à 15 élèves) sur une année scolaire, une semaine sur deux, encadrés par un professeur référent".
Ces activités visent à développer l'autonomie, la créativité et l'esprit d'initiative des élèves à travers des projets originaux et transdisciplinaires. Un article de Centre Presse mentionne par exemple l'organisation des "Olympiades de physique" comme projet ACF.

### Les MID (Modules Interdisciplinaires)
Les Modules Interdisciplinaires (MID) ont fait l'objet d'une analyse détaillée dans les Cahiers pédagogiques. Selon cette publication, "L'équipe du lycée pilote innovant international (LP2I) a fait le choix de proposer à chaque élève une séance de 3 heures par semaine sur un semestre au cours de laquelle les élèves collaborent en petits groupes à la réalisation de projets".
L'article précise que "ces modules remplacent donc les enseignements d'exploration institués par la réforme du lycée. Ils sont proposés par les enseignants volontaires" et qu'ils visent à décloisonner les disciplines et à donner du sens aux apprentissages.

## Usage du numérique
Le LP2I se distingue par une forte intégration du numérique dans ses pratiques pédagogiques. Selon un article du Sgen-CFDT, "Au Lycée Pilote Innovant International -LP2i (situé au Futuroscope), les espaces sont aménagés pour inspirer de nouvelles façons d'enseigner et d'apprendre".
L'article détaille notamment la création d'un FabLab, équipé d'imprimantes 3D et d'autres technologies de pointe. Par ailleurs, Educavox rapporte que "tous les élèves sont équipés de tablettes numériques, dans le cadre du projet Living School Lab. Elle est donnée gratuitement aux élèves pour leurs trois ans de formation au lycée et la suite de leur parcours".
L'Académie de Poitiers a également mis en avant les apports du numérique au LP2I, soulignant l'objectif de "permettre aux équipes de direction de se projeter sur une mise en œuvre intégrant le numérique tout en réfléchissant à la pédagogie".

## Relations professeurs/élèves et coformation
Le LP2I se caractérise par une relation professeurs/élèves différente du modèle traditionnel, comme l'analyse Bergeron dans sa thèse. "Une autre dimension sur laquelle insistent les inspecteurs est celle de la qualité de la relation adultes / élèves", note-t-il, soulignant l'importance du suivi individualisé et de l'autonomie accordée aux élèves.
Cette approche favorise la coformation, où les élèves sont acteurs de leur apprentissage et où les enseignants jouent davantage un rôle d'accompagnateurs que de simples transmetteurs de savoirs. Les Cahiers pédagogiques soulignent que "les MIDs favorisent également le travail en équipe des élèves et des professeurs".

## Dimension internationale
La dimension internationale du LP2I se manifeste à travers plusieurs aspects, comme le rapporte Bergeron dans son article académique. Il mentionne notamment "l'accueil d'une classe d'élèves étrangers (FLS - Français Langue Seconde), des partenariats et échanges avec des établissements étrangers, et l'enseignement renforcé des langues".
L'Académie de Poitiers précise également que "Le Lycée Pilote Innovant International (LP2I) est membre du réseau « PASCH », lancé par le Ministre fédéral allemand des Affaires étrangères", soulignant ainsi son ouverture internationale.

## Résultats et reconnaissance
Le LP2I affiche de bons résultats au baccalauréat et une orientation post-bac diversifiée, comme le souligne Bergeron dans son article académique. L'établissement est reconnu pour son caractère innovant et a servi de modèle pour d'autres expérimentations pédagogiques.
Educavox note que le LP2I est "un établissement qui accueille des formations dispensées par le GRETA Poitou-Charente" et "un établissement qui accueille des étudiants sous statut d'apprenti", soulignant ainsi sa reconnaissance institutionnelle.